# Kontraktova ploscha (métro de Kiev)
Kontraktova ploscha (ukrainien : Контрактова площа) est une station de la ligne Obolonsko-Teremkivska (M2) du métro de Kiev. Elle est située dans le raïon de Podil de la ville de Kiev en Ukraine.
Mise en service en 1976, elle est desservie par les rames de la ligne M2. Le service est arrêté ou perturbé depuis l'invasion de l'Ukraine par la Russie en 2022.

## Situation sur le réseau
Établie en souterrain, la station Kontraktova ploscha, est une station, de passage, de la Ligne Obolonsko-Teremkivska (M2) du métro de Kiev. Elle est située, entre la station Tarasa Chevtchenka, en direction du terminus nord Heroïv Dnipra, et la station Poshtova ploscha, en direction du terminus sud, Teremky.
Elle dispose d'un quai central encadré par les deux voies de la ligne.

## Histoire
La station, alors dénommée Chervona Ploscha, est mise en service le 17 décembre 1976, lors de l'ouverture à l'exploitation de la première section de la ligne, dont elle devient un terminus. Elle est réalisée par les architectes B. Primak, I. Maslenkov et F. Zaremba.

## Services aux voyageurs

### Accès et accueil

Installations
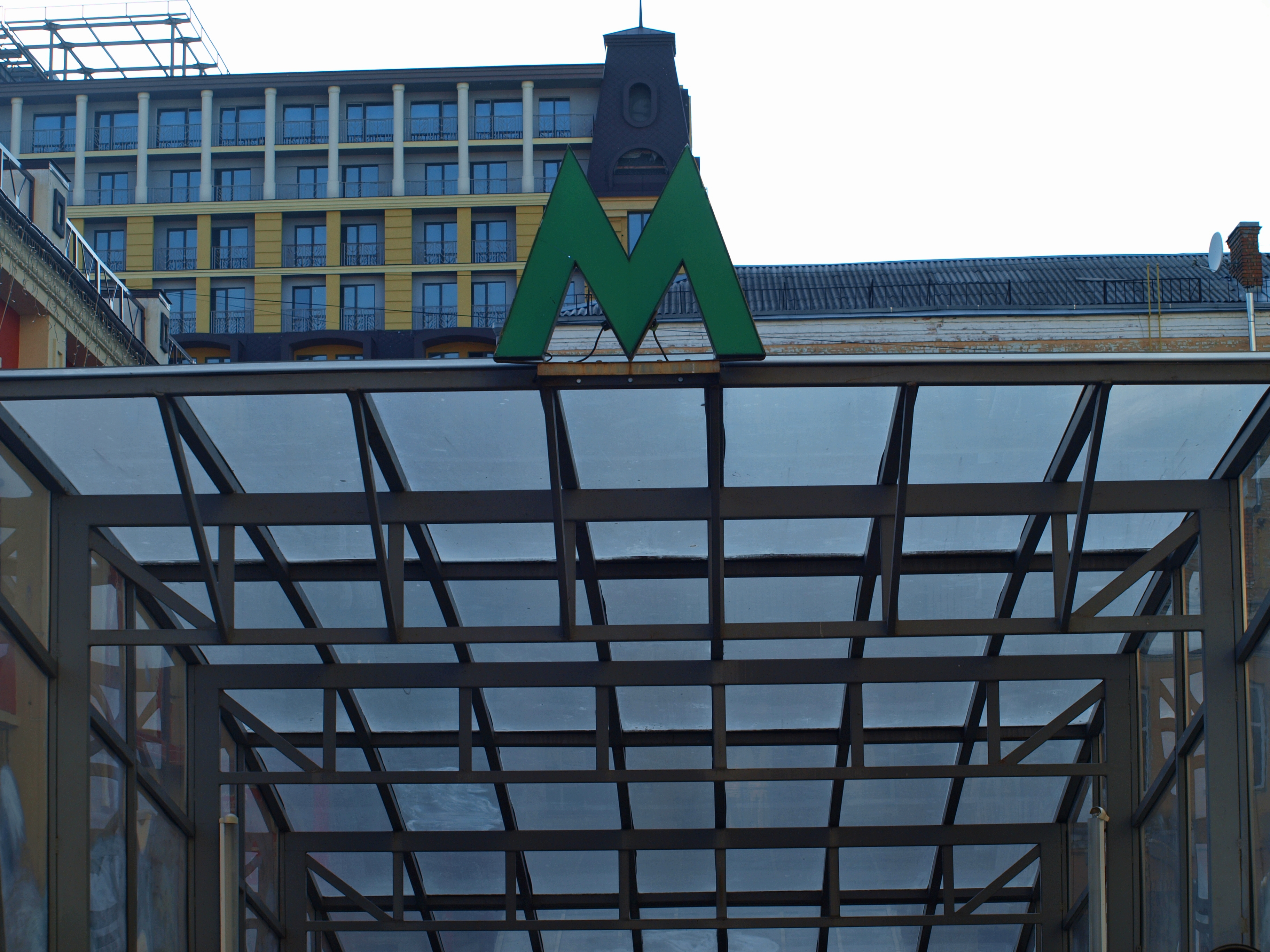
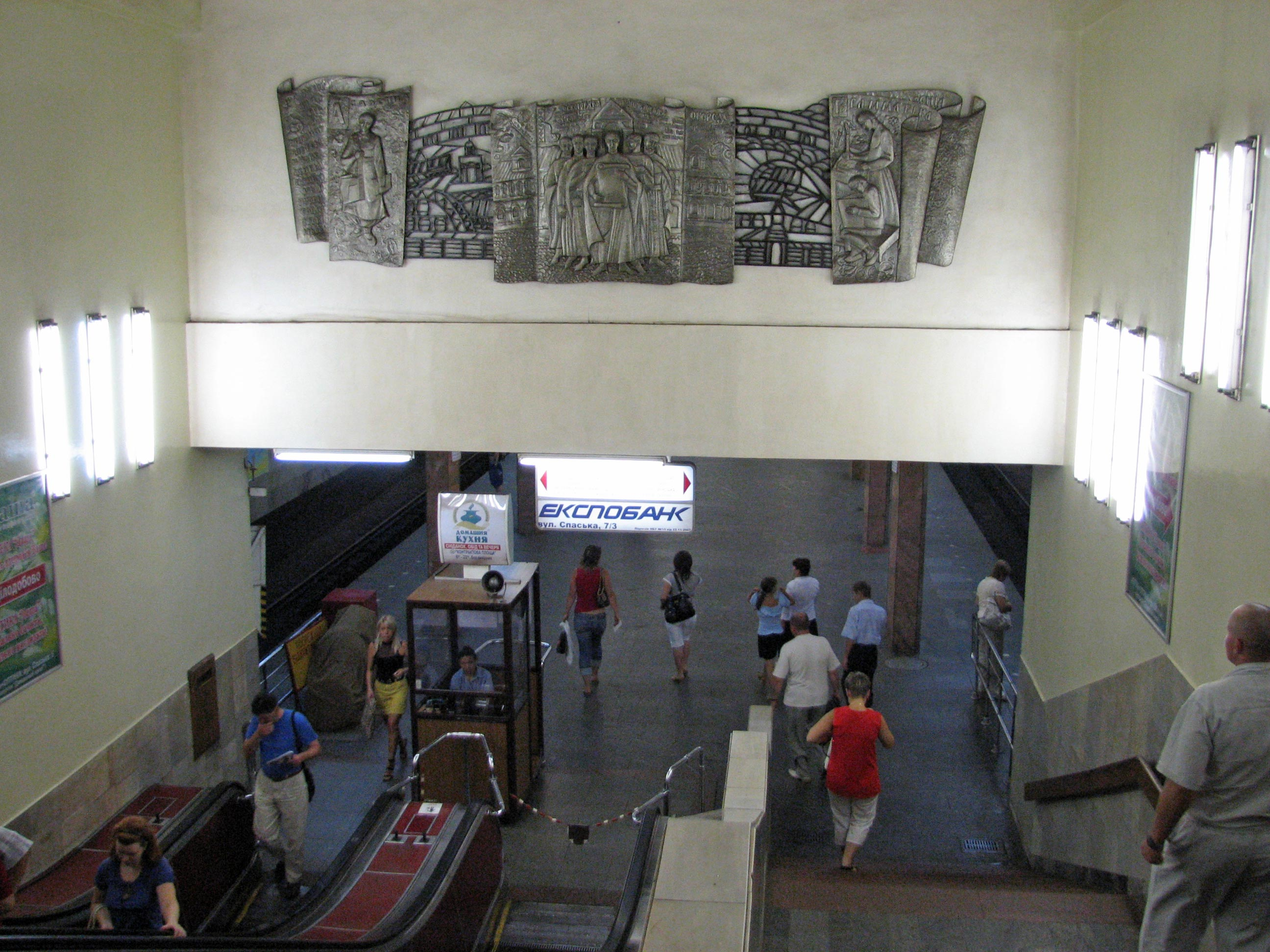

### Desserte
Kontraktova ploscha, est desservie par les rames de la ligne Obolonsko-Teremkivska (M2).

Installations et desserte
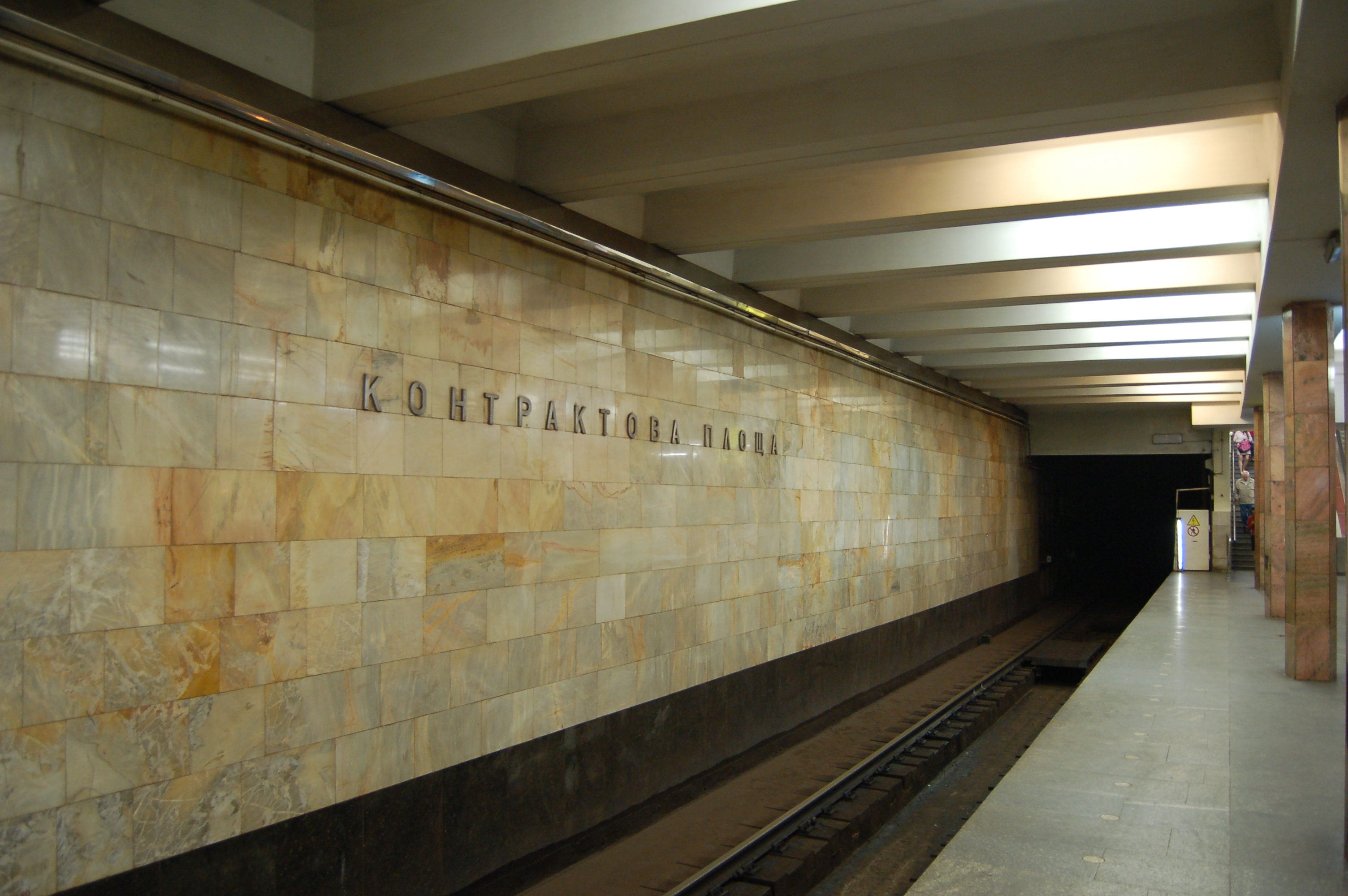
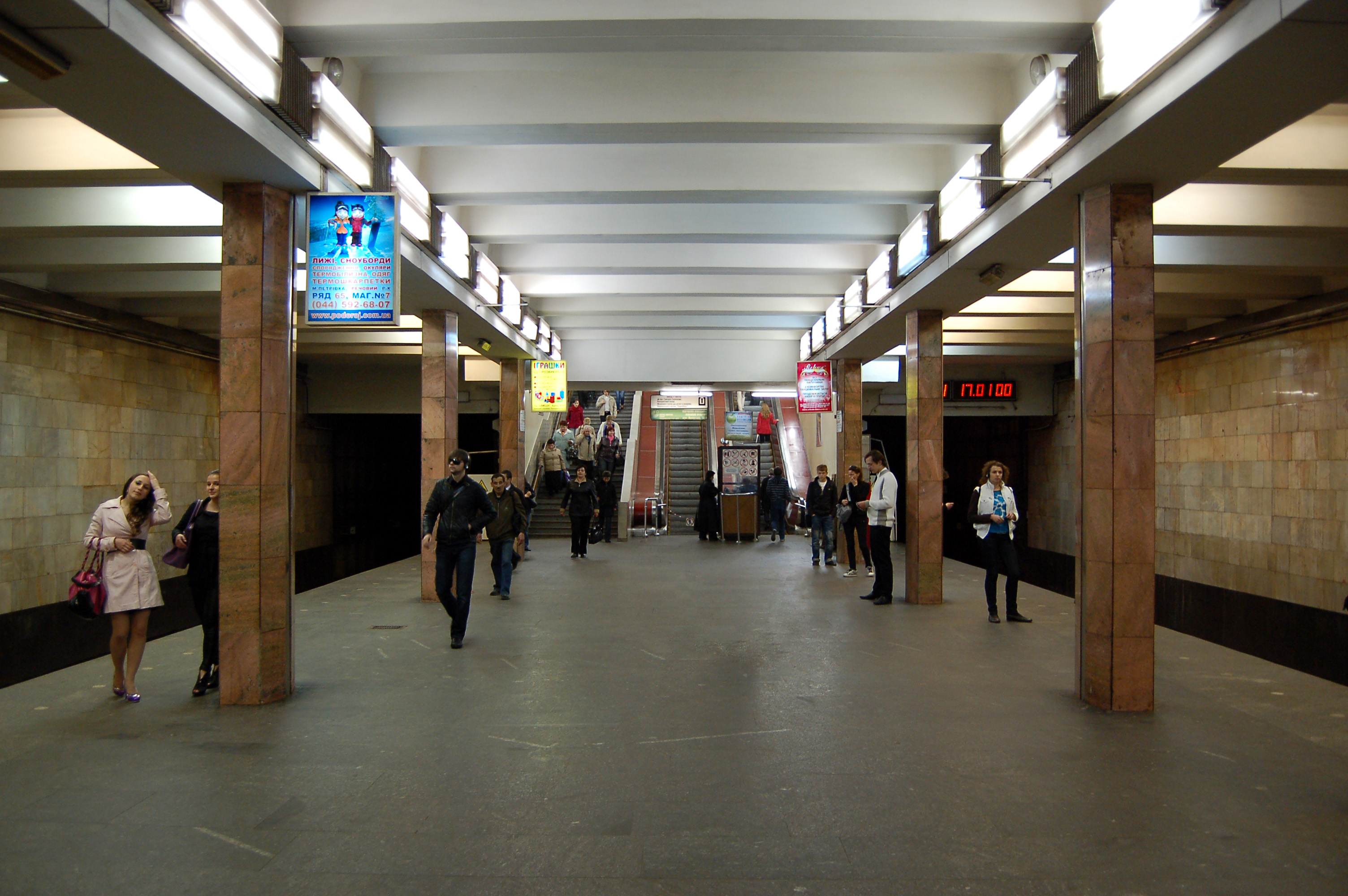
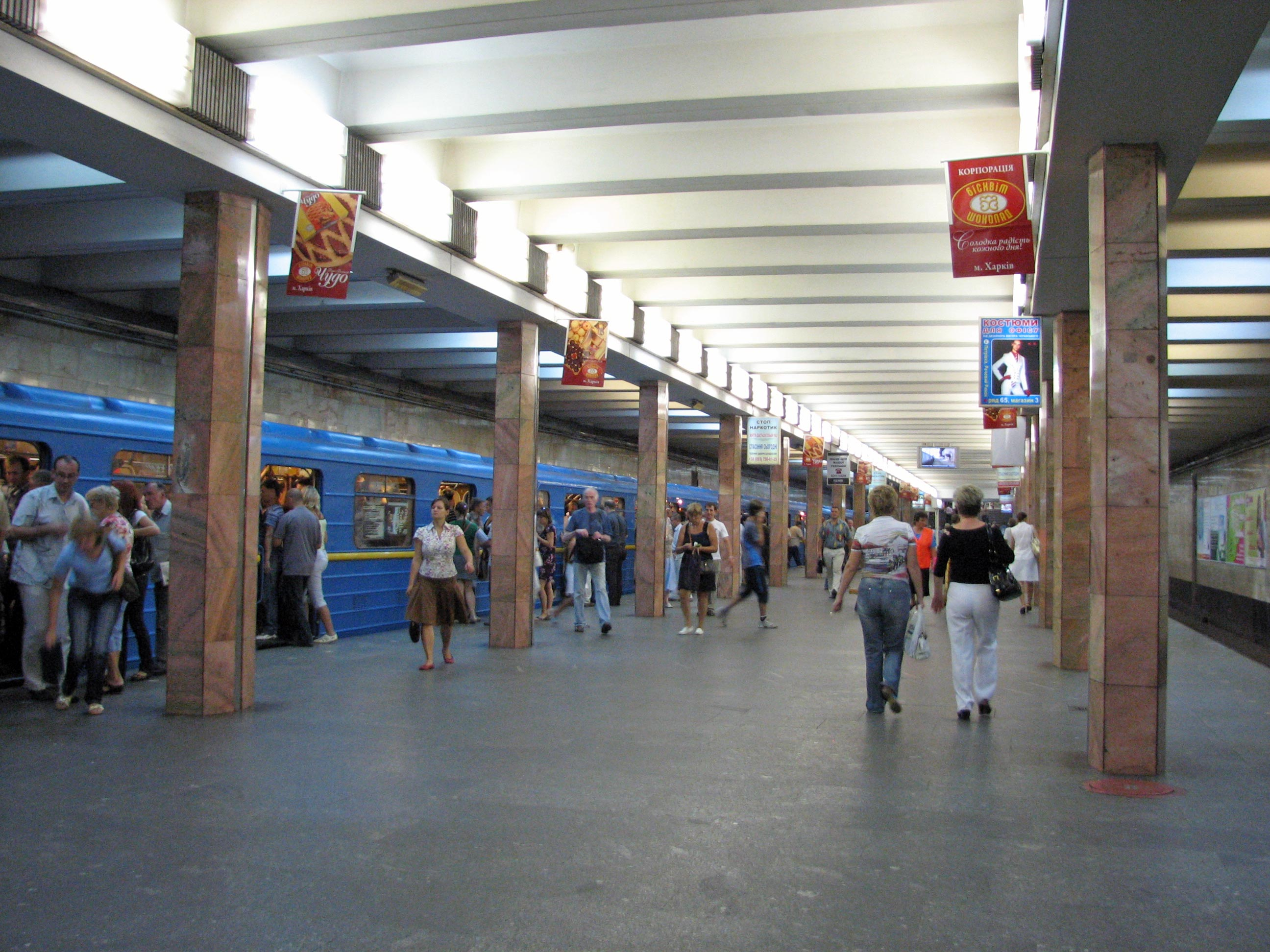